# Abd al-Rahman al-Hadž
Abd al-Rahman al-Hadž (arabsky عبد الرحمن الحاج, hebrejsky 'עבד אל-רחמן אל-חאג, zemřel 1945) byl arabský palestinský politik a starosta města Haifa.

## Biografie a politická dráha
Narodil se v Haifě, kam jeho rodina přišla z Egypta koncem 19. století. Vystudoval muslimskou školu v Haifě a pak pracoval jako úředník při náboženském soudu šaría. V letech 1920–1927, tedy v době mandátní Palestiny, působil jako starosta Haify. Městská rada se v té době skládala z šesti Arabů a dvou Židů. Město v té době zahájilo svůj rapidní růst, došlo k výstavbě kanalizace a první fázi elektrifikace. Al-Hadž byl aktivní v Muslimské asociaci, která oponovala záměru britské správy proměnit Palestinu na židovskou domovinu. Jeho vztah k sionismu byl negativní, také pod vlivem jeruzalémského muftího Amína al-Husajního. V letech 1934–1936 zasedal v městské radě Haify a zároveň byl předákem místního muslimského náboženského fondu Wakf. V roce 1944 založil kandidátku, se kterou se snažil znovu obsadit post starosty města arabským kandidátem (v Haifě v té době již starostenský post zastával Žid, Šabtaj Levy).